# Acacia limae
Acacia limae är en ärtväxtart som beskrevs av Ana Du Bocage och Miotto. Acacia limae ingår i släktet akacior, och familjen ärtväxter. Inga underarter finns listade i Catalogue of Life.